# McLaren M4B
Chronologie des modèles (1967)
McLaren M2B McLaren M5A
La McLaren M4B est la seconde monoplace de Formule 1 de l'écurie britannique McLaren Racing, engagée dans le cadre du championnat du monde de Formule 1 1967. Conçue par l'ingénieur britannique Robin Herd, directeur technique de l'écurie, la M4B est dérivée de la version M4A de Formule 2. La monoplace est pilotée par le Néo-Zélandais Bruce McLaren, le fondateur de l'équipe.

## Historique
Pour la saison 1967, McLaren abandonne le moteur Ford pour un bloc fourni par British Racing Motors tandis que les pneumatiques proviennent de Goodyear.
La McLaren M4B fait sa première apparition lors de la Race of champions 1967, épreuve hors-championnat disputée le 12 mars à Brands Hatch, en Angleterre. Lors des qualifications, Bruce McLaren obtient le quatrième des vingt temps, en 1 min 34 s 0, à 1,8 secondes de Dan Gurney. Lors de la première course de dix tours, il termine quatrième à 13,2 secondes de Gurney. Partant de cette position pour la deuxième course de dix tours, le Néo-Zélandais termine sixième, à seize secondes de Gurney. Parti sixième de la dernière manche de quarante tours, il abandonne dès le premier en raison d'un problème d'arbre à cames.
Le 15 avril, McLaren s'engagé au Spring Trophy à Oulton Park. En qualifications, il réalise le sixième des dix temps, en 1 min 36 s 6, à 4,4 secondes de la BRM de Jackie Stewart. Lors de la première manche de dix tours, le Néo-Zélandais termine cinquième, à 26 secondes de la Brabham de Denny Hulme. Lors de la deuxième manche de dix tours, il termine à nouveau cinquième, à 28,2 secondes de Hulme. Lors de l'ultime manche, de trente tours, McLaren termine cinquième ,à un tour de Jack Brabham.
Le 29 avril, la M2B prend part au BRDC International Trophy, à Silverstone. McLaren réalise le neuvième des douze temps qualificatifs en 1 min 30 s 8, à trois secondes de Stewart qui tourne à près de 7 km/h plus vite. En course, il termine cinquième, à un tour de la Ferrari de Mike Parkes.
Bruce McLaren engage ensuite sa monoplace au Grand Prix de Monaco, la seconde manche du championnat du monde de Formule 1 1967. Lors des qualifications, il obtient le dixième temps en 1 min 30 s 0, à 2,4 secondes de Brabham. En course, le Néo-Zélandais prend un bon départ et se retrouve sixième à l'issue du premier tour. Au quinzième tour, il est quatrième puis double John Surtees à la vingt-huitième boucle. Il perd sa troisième place au soixante-douzième tour et termine quatrième, à trois tours de Denny Hulme. Tournant en moyenne trois dixièmes de seconde plus lentement que les meilleurs monoplaces de plateau, McLaren se classe septième avec trois points à l'issue de cette course tandis que l'écurie est également septième avec autant d'unités,,,,.
La M4B prend part à sa dernière course le 4 juin ,au Grand Prix des Pays-Bas, troisième manche du championnat, sur le circuit de Zandvoort. Auteur du quatorzième des dix-sept temps qualificatifs, en 1 min 27 s 70, à 3,10 secondes de Graham Hill, le Néo-Zélandais est victime d'un accident dès le premier tour, le contraignant à l'abandon. À l'issue de l'épreuve, McLaren et son écurie rétrogradent respectivement de deux et une places au classement général,,.
Après ce Grand Prix, la M4B est définitivement remplacée par la McLaren M5A.

## Résultats détaillés en championnat du monde de Formule 1
| Saison | Écurie                     | Moteur     | Pneumatiques | Pilotes       | Courses | Courses | Courses | Courses | Courses | Courses | Courses | Courses | Courses | Courses | Courses | Points inscrits | Classement |
| Saison | Écurie                     | Moteur     | Pneumatiques | Pilotes       | 1       | 2       | 3       | 4       | 5       | 6       | 7       | 8       | 9       | 10      | 11      | Points inscrits | Classement |
| ------ | -------------------------- | ---------- | ------------ | ------------- | ------- | ------- | ------- | ------- | ------- | ------- | ------- | ------- | ------- | ------- | ------- | --------------- | ---------- |
| 1967   | Bruce McLaren Motor Racing | BRM P56 V8 | Goodyear     |               | AFS     | MON     | P-B     | BEL     | FRA     | GBR     | ALL     | CAN     | ITA     | USA     | MEX     | 3*              | 10e        |
| 1967   | Bruce McLaren Motor Racing | BRM P56 V8 | Goodyear     | Bruce McLaren |         | 4e      | Abd     |         |         |         |         |         |         |         |         | 3*              | 10e        |

Légende : ici
* Aucun point marqué avec la McLaren M5A.